# Comuna Veselîi Podil, Semenivka
Veselîi Podil (în ucraineană Веселий Поділ) este o comună în raionul Semenivka, regiunea Poltava, Ucraina, formată din satele Panivanivka și Veselîi Podil (reședința).

## Demografie
Componența lingvistică a comunei Veselîi Podil
     Ucraineană (97,02%)
     Rusă (2,78%)
     Alte limbi (0,19%)
Conform recensământului din 2001, majoritatea populației comunei Veselîi Podil era vorbitoare de ucraineană (97,02%), existând în minoritate și vorbitori de rusă (2,78%).